# Яктикуль
Яктику́ль (рос. Яктыкуль) — селище у складі Сєверного району Оренбурзької області, Росія.

## Населення
Населення — 155 осіб (2010; 182 у 2002).
Національний склад (станом на 2002 рік):
- татари — 98 %